# Huonia moerens
Huonia moerens är en trollsländeart som beskrevs av Maurits Anne Lieftinck 1963. Huonia moerens ingår i släktet Huonia och familjen segeltrollsländor. IUCN kategoriserar arten globalt som otillräckligt studerad. Inga underarter finns listade i Catalogue of Life.